# 临平南高铁站站
临平南高铁站站，原名余杭高铁站站，是中华人民共和国浙江省杭州市临平区南苑街道的一个车站，位于沪昆高铁临平南站北侧站前广场，是杭州地铁9号线和杭海城际铁路的换乘站。

## 车站结构

### 楼层分布
9号线临平南高铁站站为地下二层岛式车站，其中站厅位于地下一层，9号线站台位于地下二层；杭海城际铁路为地下三层岛式车站，其中地下二层为站厅，设有通往9号线站厅的换乘通道，地下三层为站台。
| 地面 |                    | 出入口                            |  |  |
| -1层 | 9号线站厅          | 自动售票机、客服中心、安检通道    |  |  |
| -2层 |                    | █ 9号线 往观音塘（翁梅）          |  |  |
|      | 岛式站台，左侧开门 |                                   |  |  |
|      |                    | █ 9号线 往龙安（南苑）            |  |  |
|      | 杭海城际站厅       | 自动售票机、客服中心、安检通道    |  |  |
| -3层 |                    | █ 杭海城际 终点站 下客站台        |  |  |
|      | 岛式站台，左侧开门 |                                   |  |  |
|      |                    | █ 杭海城际 往浙大国际校区（许村） |  |  |

- 9号线站厅
- 9号线站台
- 杭海城际站厅
- 杭海城际始发站台
- 位于9号线站厅的换乘通道入口
- 换乘通道
- 原1号线支线时代的站台

## 出口
| 编号                                                        | 指示       | 建议前往的目的地                                | 照片 |
| ----------------------------------------------------------- | ---------- | ----------------------------------------------- | ---- |
| A                                                           | 新丰路东侧 | 文正街、迎宾路、G104国道、杭州555电商创意产业园 |      |
| B                                                           | 新丰路西侧 | 文正街、临平南站                                |      |
| C                                                           | 临平南站   | 临平南站公交站、仙家桥村                        |      |
| F                                                           | 新丰路西侧 | 文正街、仙家桥村                                |      |
| 註： 设有卫生间 \| 设有母婴室 \| 设有无障碍设施 \| 设有电梯 |            |                                                 |      |

## 历史
- 2010年5月5日，本站随规划变更而增加。
- 2012年3月8日，车站隧道洞通，标志着1号线全线隧道贯通[4]。
- 2012年11月24日，车站随1号线一起开放。
- 2019年10月，杭州市外办将本站英文名由Yuhang Hi-Railway Station改为Yuhang Railway Station。
- 2021年6月28日，杭海城际通车，余杭高铁站为其起讫站[5]。
- 2021年7月10日，原杭州地铁1号线临平支线改编为9号线的一部分[6]，车站不再由杭港地铁管辖[7]。
- 2022年1月26日，车站名变更为临平南高铁站站[8][9]。

## 站名
自2012年该站开通起，该站的站名一直存在争议。车站的工程名为“临平高铁”，开通前改为“余杭高铁”。2022年1月更名之前，车站的大字壁和出入口标识上均注明“余杭高铁站”，而车站屏蔽门顶部的站名牌和立柱上的贴纸以及列车内的线路图均注明“余杭高铁”（部分为“余杭高铁站” ），车内报站也为“下一站，余杭高铁”和“余杭高铁，到了”。杭港地铁官网称本站为“余杭高铁”，但在对本站的介绍中却出现了“余杭高铁站站”字样。甚至在车站已更名为临平南高铁站后数月，出入口的屏幕上依然显示“余杭高铁站”。

## 车站周边
- 临平南站 (沪昆客运专线)
- 临平职业学校
- 余杭区第五人民医院城南分院